# Delvina
Delvina (albanisch auch Delvinë; griechisch Δέλβινο Délvino) ist eine Kleinstadt im südlichen Albanien, 16 Kilometer nordöstlich von Saranda gelegen. Seit 1990 ist mindestens ein Drittel der Bevölkerung ausgewandert. Heute hat Delvina knapp 5000 Einwohner (Volkszählung 2023).
Die Stadt liegt in hügeligem Gebiet auf 200 Meter Höhe, umgeben von höheren Hügeln und tiefen Bachläufen. Delvina hat eine Moschee und eine orthodoxe Kirche. Auf einem nahe gelegenen Berg finden sich die Reste einer mittelalterlichen Burg. In der Ebene unterhalb der Stadt bei Finiq befindet sich das antike Phoinike. Etwas außerhalb steht im Dorf Rusan die Gjin-Aleksi-Moschee aus dem 17. Jahrhundert, etwas südlich der etwa gleich alte moslemische Xhermëhalla-Komplex.

## Bevölkerung

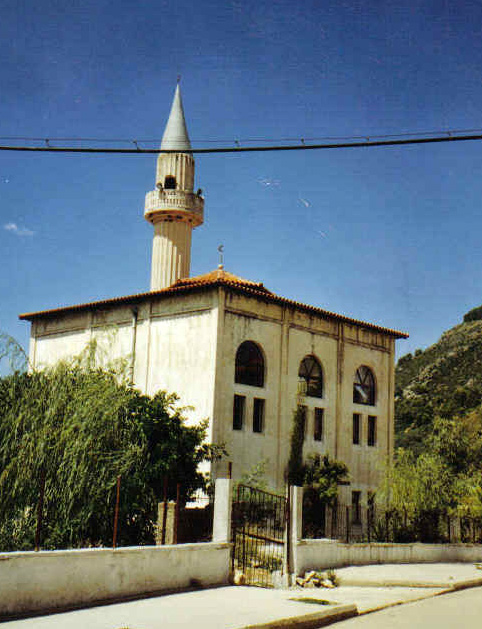
Moschee im Zentrum

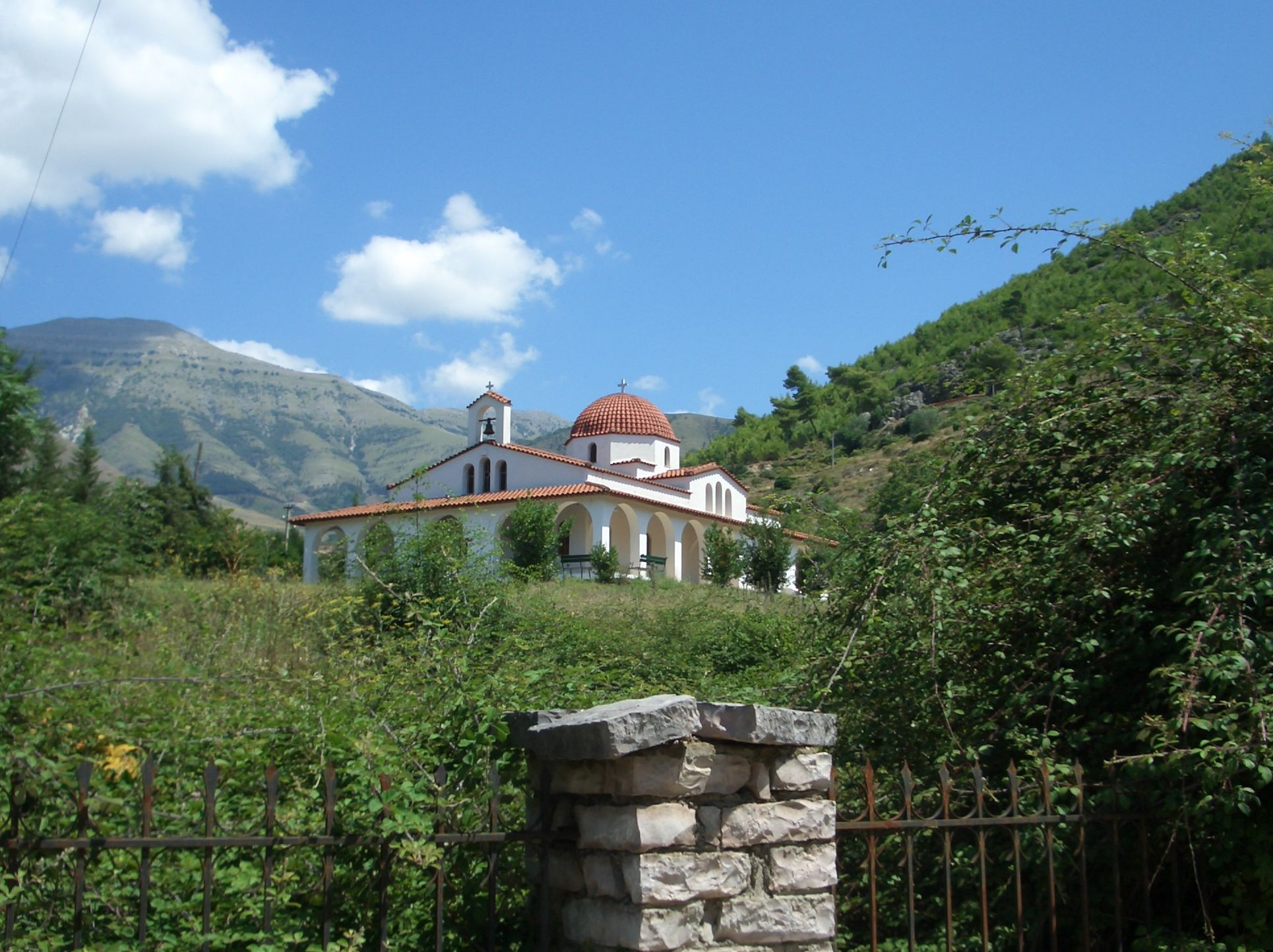
Neue orthodoxe Kirche am Stadtrand

Im Kreis Delvina lebte ursprünglich eine größere griechische Minderheit. Ihre Zahl ist aber stark zurückgegangen, weil viele nach Griechenland ausgewandert sind, insbesondere die Jungen. Während im Jahr 1990 von den insgesamt 8000 Einwohnern rund 4000 zur griechischen Minderheit gehörten, waren es etwas mehr als zehn Jahre später nur noch 500 Griechen unter 4000 Albanern. Die Auswanderung beschränkt sich aber nicht nur auf die griechische Minderheit, sondern umfasst alle Bevölkerungsgruppen. Ein Dorf in der Umgebung von Delvina ist vorwiegend von Aromunen bewohnt.
Die Bashkia Delvina hat 6166 Einwohner (Volkszählung 2023). Das sind fast 20 % weniger, als noch 2011 auf dem Gebiet lebten (7598 Einwohner).
Die mitgliederstärkste Religionsgemeinschaft ist traditionell die islamische, gefolgt von der orthodoxen Kirche. In den 2000er Jahren haben holländische Missionare eine reformierte Gemeinde und deutsche Franziskanerinnen eine katholische Gemeinde gegründet. Schließlich gibt es in Delvina auch Anhänger der Bektaschi.

## Geschichte

### Entstehung im Mittelalter
Delvina entstand rund um die Burg, die auf dem Hügel über der Stadt thront. Ihre Ursprünge werden in die Spätantike datiert. Es folgten später Ausbauphasen, bei denen die Mauern dicker angelegt, der Eingang verstärkt und die Anlage leicht vergrößert wurde.
Im frühen Mittelalter, nach dem Niedergang des nahe gelegenen Phoinike, entstand eine Stadt herum. Angeblich bekam die Stadt ihren Namen von Delvu, einem byzantinischen Strategen, der hier eine Burg errichten ließ. Ende des 9. Jahrhunderts wurde der Ort von den Bulgaren erobert, 1119 setzten sich die Normannen in Delvina fest. Seit Anfang des 13. Jahrhunderts gehörte Delvina zum Despotat Epirus. 1340 wurde der serbische Fürst Sava Stadtherr. Zu dieser Zeit erstreckte sich der Einfluss des serbischen Zaren Stefan Dušan bis an die epirotische Küste. Mitte des 14. Jahrhunderts gewann die Adelsfamilie Bue Shpata die Herrschaft über Delvina. 1354 ist ein Pjetër Bue Shpata als Besitzer von Burg und Stadt bezeugt. Zwischen 1372 und 1400 herrschte Gjin Aleksi in Delvina; ihm folgte als letzter Stadtherr vor der osmanischen Eroberung Dep Zenebishi.

### Blütezeit unter den Osmanen
Im ersten Drittel des 15. Jahrhunderts begann die türkische Herrschaft über Delvina. Die Osmanen bauten auch die Burg weiter aus – ein Turm wird auf etwa 1492 datiert. 1537 wurde eine griechischsprachige Schule eingerichtet. Um 1575 wurde die Stadt Sitz eines Sandschak-Beys. Ende des 16. Jahrhunderts wurde die Hauptmoschee gebaut.
Der osmanische Reisende Evliya Çelebi besuchte um 1670 Delvina und gab in seinem Reisebuch einige Informationen über die Stadt. Er wusste zu berichten, dass Delvina im Mittelalter zunächst in spanischer Hand war (mit Spaniern sind wohl die katalanischen Söldner gemeint, die im 14. Jahrhundert ihr Unwesen in Epirus und Griechenland trieben). Danach seien die Venezianer einige Zeit Herrscher über die Stadt gewesen. Zu Evliya Çelebis Zeiten war Ajaz Pascha, ein gebürtiger Albaner, Sandschak-Bey von Delvina. Der Sandschak von Delvina umfasste 24 Zeamets (größere osmanische Feudalherrschaften) und 155 Tımare. Es gab eine größere Garnison, deren Quartier auf der Burg von Delvina war. Innerhalb der kleinen Festung befanden sich im 17. Jahrhundert auch ein Wasserreservoir, ein Munitionsdepot und eine kleine Moschee.
Über die Stadt selbst berichtete Çelebi, sie habe etwa 100 mit Ziegeln gedeckte Häuser gehabt. Diese standen relativ weit auseinander, und fast jedes Haus war mit einem befestigten Turm versehen. Dafür fehlte eine Stadtmauer. Es gab mehrere Moscheen, drei Medresen und etwa 80 Geschäfte sowie einen offenen Marktplatz. Die Umgebung war geprägt durch viele Haine mit Orangen-, Feigen- und Olivenbäumen. Über die Einwohner sagte Çelebi, dass sie alle Albanisch sprechen würden und niemand Griechisch verstehe. Im 17. Jahrhundert war Delvina also eine blühende orientalische Stadt mit vorwiegend muslimischer Bevölkerung. Orthodoxe Christen lebten vermutlich in den angrenzenden Dörfern, wo bis heute noch einige alte Kirchen erhalten sind.
Im 18. Jahrhundert hatte sich die politische und soziale Struktur des in die Krise geratenen Osmanischen Reiches signifikant verändert. Anstatt von der Zentralmacht entsandten Beamten waren nun Angehörige der großen Grundbesitzerfamilien die lokalen Machthaber. Dieser gelegentlich als Refeudalisierung bezeichnete Prozess betraf auch Delvina. Es etablierte sich eine Familie, die sich nach der Stadt selbst Delvina nannte und 1720 erstmals schriftlich Erwähnung fand. In der zweiten Hälfte des 18. Jahrhunderts kämpften die Delvina mit den Koka um die Macht, was zu lang anhaltenden bürgerkriegsähnlichen Zuständen führte, ehe die beiden Clans 1811 von Tepedelenli Ali Pascha in ihre Schranken gewiesen wurden. Der Pascha herrschte für einige Zeit über die Stadt, bis der osmanische Sultan 1822 Delvina wieder zurückeroberte, nachdem Ali Pascha einem Mordanschlag zum Opfer gefallen war.
1738 gründete Spiro Strati, ein venezianischer Kaufmann, der aus Delvina stammte, eine bedeutende christliche Schule in seiner Heimatstadt. Die so genannte Akademie, an der in lateinischer und griechischer Sprache gelehrt wurde, existierte bis 1799. Etwa zur selben Zeit entstand eine überregional bedeutende Medrese. Diese theologische Schule der Muslime bestand über 150 Jahre und wurde 1916 geschlossen.
Den Höhepunkt seiner Entwicklung erlebte Delvina im 19. Jahrhundert. Zu dieser Zeit wurden in der Stadt 295 Läden und Handwerksbetriebe, 50 Mühlen, 14 Gasthöfe, zwölf Moscheen und sieben Tekken gezählt.
1856 und 1857 kam der englische Illustrator und Maler Edward Lear nach Delvina. Er fertigte eine Zeichnung der osmanischen Festung an, die zu dieser Zeit noch in gutem Zustand war. Heute existieren nur mehr wenige Ruinen.

### Jüdische Gemeinde
Bis zum Zweiten Weltkrieg existierte in Delvina eine kleine jüdische Gemeinde. Es handelte sich um Sepharden, die in osmanischer Zeit zugewandert waren und in enger Verbindung zu der großen jüdischen Gemeinde in Ioannina standen. Fast alle Juden wanderten nach dem Krieg nach Israel aus.

## Wirtschaft
Zu Zeiten der kommunistischen Herrschaft gab es in Delvina einige verarbeitende Betriebe der Lebensmittelindustrie und eine Manufaktur, die sich mit der Verarbeitung von Heilpflanzen befasste. Diese sind nach 1990 alle geschlossen worden. Heute lebt die Bevölkerung vor Ort vorwiegend vom Kleinhandel und Dienstleistungen. Größter Arbeitgeber sind staatliche und kommunale Institutionen. Am Oberlauf der Bistrica existiert eine Fischzucht. Der Betrieb nutzt alte Anlagen, die in den 1970er Jahren errichtet worden sind. Vom boomenden Tourismus in der nahegelegenen Küstenstadt Saranda konnte Delvina bisher nur wenig profitieren. Es gibt jedoch gemeinsame Bemühungen der Stadtverwaltung und einiger Unternehmer, Gäste für die historischen Stätten in der Umgebung (zum Beispiel Mesopotam und Phoinike) zu interessieren. Wichtigstes Ausflugsziel ist aber die Karstquelle Syri i Kaltër. Im vergangenen Jahrzehnt wurden einige Pensionen gegründet.

## Verwaltung und Politik
Delvina ist Sitz einer kleinen Gemeinde (bashkia). Bis 2015 gehörten auch die Dörfer Bamatat, Vllahat, Rusan, Lefterhor, Kakodhiq, Sopot, Stjar, Vana und Blerimas und Delvina war Hauptort des gleichnamigen Kreises. 2015 wurde der Kreis aufgelöst und die Kommune Vergo mit den Dörfern Tatzat, Kalasa, Fushë-Vërr, Senica, Kopaçez, Qafë Dardha, Bajkaj und Vergo eingemeindet. Heute bilden die alten Gemeinden die Njësitë administrative (Verwaltungseinheiten) der Bashkia Delvina.
| Name    | Einwohner 2023 | Einwohner 2011 |
| ------- | -------------- | -------------- |
| Delvina | 4952           | 5754           |
| Vergo   | 1214           | 1844           |
| Total   | 6166           | 7598           |

Bei den Kommunalwahlen 2011 wurde Dhurim Alinani (PD) zum Bürgermeister gewählt. Bei den jüngsten Kommunalwahlen (2015) wurde Rigels Balili von der LSI gewählt.

## Persönlichkeiten
- Seraphim II. (spätes 17. Jh.–1779), griechisch-orthodoxer Kleriker und ökumenischer Patriarch von Konstantinopel zwischen 1757 und 1761
- Sulejman Delvina (1884–1933), Politiker
- Sabri Godo (1929–2011), Schriftsteller und Politiker
- Limoz Dizdari (* 1942), Komponist
- Laert Vasili (* 1974), Schauspieler und Regisseur